# سونيا التواتي
سونيا التواتي هي لاعبة كرة طاولة تونسية معتزلة وُلدت في 13 مارس 1973، ومثلت تونس في دورة الألعاب الأولمبية الصيفية عام 1992 وفي دورة الألعاب الأولمبية الصيفية عام 1996 قبل اعتزالها اللعب، واحتراف التدريب حيث دربت منتخب قطر لكرة الطاولة للبراعم البنات تحت 12 سنة.

## المشاركات والميداليات
شاركت سونيا التواتي في عام 1992 في  دورة الألعاب الأولمبية الصيفية التي أقيمت بمدينة برشلونة في إسبانيا، ولكنها خرجت من البطولة ولم تتأهل للأدوار النهائية، ثُم شاركت في عام 1995 في دورة الألعاب الإفريقية التي أقيمت بمدينة هراري بزيمبابوي حيث نجحت في إحراز الميدالية الفضية في منافسات فردي السيدات، كما أحرزت ميدالية فضية أخرى برفقة مواطنتها عفاف نوار في منافسات زوجي السيدات من نفس البطولة. وفي العام التالي، شاركت سونيا التواتي مجددًا في دورة الألعاب الأولمبية الصيفية التي أقيمت في مدينة أتلانتا بالولايات المتحدة الأمريكية. ويوضح الجدول التالي أهم المُسابقات والبطولات التي شاركت فيها سونيا التواتي، وأبرز الميداليات والألقاب التي حققتها في البطولات والمسابقات المختلفة:
| العام | المسابقة                       | المكان                              | المنافسات            | الترتيب/الميدالية                | ملاحظات                                     |
| ----- | ------------------------------ | ----------------------------------- | -------------------- | -------------------------------- | ------------------------------------------- |
| 1992  | دورة الألعاب الأولمبية الصيفية | برشلونة، إسبانيا                    | منافسات فردي السيدات | لم تتأهل                         |                                             |
| 1995  | دورة الألعاب الإفريقية         | هراري، زيمبابوي                     | منافسات زوجي السيدات | المركز الثاني (الميدالية الفضية) | احتلت المركز الأول برفقة مواطنتها عفاف نوار |
| 1995  | دورة الألعاب الإفريقية         | هراري، زيمبابوي                     | منافسات فردي السيدات | المركز الثاني (الميدالية الفضية) |                                             |
| 1996  | دورة الألعاب الأولمبية الصيفية | أتلانتا، الولايات المتحدة الأمريكية | منافسات فردي السيدات | لم تتأهل                         |                                             |